# 曼努埃尔·穆里略·托罗
曼努埃尔·穆里略·托罗（西班牙語：Manuel Murillo Toro，1816年1月1日—1880年12月26日）是一位哥倫比亞政治人物，哥倫比亞自由黨成員，曾兩度擔任哥倫比亞總統：1864年-1866年，以及1872年-1874年。